# Mortimer von Kessel
Pour les articles homonymes, voir Kessel.
Mortimer von Kessel (25 mai 1893 à Arnswalde - 8 janvier 1981 à Goslar) est un General der Panzertruppe allemand au sein de la Heer dans la Wehrmacht durant la Seconde Guerre mondiale.
Il a été récipiendaire de la croix de chevalier de la croix de fer avec feuilles de chêne. La croix de chevalier de la croix de fer et son grade supérieur : les feuilles de chêne sont attribués pour récompenser un acte d'une extrême bravoure sur le champ de bataille ou un commandement militaire avec succès.

## Biographie
Mortimer est issu de la famille noble thuringeoise von Kessel. Il rejoint la Deutsches Heer (armée impériale allemande) comme élève-officier en 1914 et sert en tant que leutnant (lieutenant) dans le 12e régiment de hussards le 22 mars 1915 où il reçoit la croix de fer Première Guerre mondiale première et deuxième classe. Il est ensuite conservé dans la Reichswehr dans lequel il atteint le grade de Oberstleutnant en 1937.
Il dirige un régiment de reconnaissance pendant l'invasion de la Pologne en 1939 et est promu oberst en octobre de cette même année. Il est nommé à la tête du Département du personnel de l'Armée le mois suivant et reste à ce poste jusqu'en janvier 1943, ayant été promu generalmajor en 1942. Puis il est déplacé dans la réserve de commandement jusqu'au 8 mai 1943 où il est nommé commandant de la 20e Panzerdivision.
Le 1er décembre 1943, il est promu au grade de generalleutnant. Pour la défense de la région de Vitebsk sur le Front de l'Est, il reçoit la croix de chevalier de la croix de fer. Puis pour ses actions durant l'offensive d'été soviétique de 1944, il reçoit les feuilles de chêne à sa croix de chevalier. En décembre 1944, il est nommé commandant du 7e corps de blindés en province de Prusse-Orientale. Le 1er mars 1945, il est promu General der Panzertruppe et continue de commander le corps de Panzer jusqu'à sa capture.

## Décorations
- Croix de fer (1914)
  - 2e classe (27 mars 1915)
  - 1re classe (25 septembre 1917)
- Croix d'honneur
- Agrafe de la croix de fer (1939)
  - 2e classe (5 juillet 1943)
  - 1re classe (23 juillet 1943)
- Croix de chevalier de la croix de fer avec feuilles de chêne
  - Croix de chevalier le 28 décembre 1943 en tant que generalmajor et commandant de la 20. Panzer-Division
  - 611e feuilles de chêne le 16 octobre 1944 en tant que generalleutnant et commandant de la 20. Panzer-Division